# Kigwancha Sports Club
Kigwancha (kor. 기관차 – Lokomotywa) – północnokoreański klub piłkarski z miasta Sinŭiju. Występuje w najwyższej klasie rozgrywkowej.

## Sukcesy
| \| \| Zdobyte trofea w rozgrywkach Korei Północnej (stan na: 2017 r.) \| |                                                                 |      |                              |
| Rozgrywki                                                                | Osiągnięcie                                                     | Razy | Sezon(y)                     |
| Mistrzostwo                                                              | I miejsce                                                       | 5    | 1996, 1997, 1998, 1999, 2000 |
| Mistrzostwo                                                              | II miejsce                                                      |      |                              |
| Mistrzostwo                                                              | III miejsce                                                     |      | 1995, 2006, 2010, 2018       |
| Korea Północna                                                           | Zdobyte trofea w rozgrywkach Korei Północnej (stan na: 2017 r.) |      |                              |

## Zawodnicy
Reprezentanci kraju grający w klubie
- Pak Chǒl Ryǒng (2005–2008)[1]
- Ju Kwang Min